# Багамские Острова на летних Олимпийских играх 2000
Багамские Острова принимали участие в Летних Олимпийских играх 2000 года в Сиднее (Австралия) в двенадцатый раз за свою историю, и завоевали две золотые медали. Сборную страны представляло 25 спортсменов, в том числе 9 женщин.

## 01!Золото
- Лёгкая атлетика, женщины, 4×100 метров, эстафета — Полин Дэвис-Томпсон, Дебби Фергюсон, Сиватеда Файнс и Чандра Старрап.
- Лёгкая атлетика, женщины, 200 метров — Полин Дэвис-Томпсон.

## 03!Бронза
- Лёгкая атлетика, мужчины, 4×400 метров, эстафета. Американский легкоатлет Антонио Петтигрю и команда США лишены золотых медалей в эстафете 4×400 м. Золотая медаль перешла команде Нигерии, серебряная — Ямайке, бронзовая — Багамским островам.

## Состав олимпийской сборной Багамских островов

### Плавание
Спортсменов — 1
В следующий раунд на каждой дистанции проходили лучшие спортсмены по времени, независимо от места занятого в своём заплыве.
Мужчины
| Спортсмен     | Соревнование   | Предварительные заплывы | Предварительные заплывы | Полуфиналы | Полуфиналы | Финал     | Финал     |
| Спортсмен     | Соревнование   | Результат               | Место                   | Результат  | Место      | Результат | Место     |
| ------------- | -------------- | ----------------------- | ----------------------- | ---------- | ---------- | --------- | --------- |
| Жереми Ноулес | 400 м комплекс | 4:26,87                 | 31                      |            |            | Не прошёл | Не прошёл |